# جرولد ایمل
جرولد ایمل (انگلیسی: Jerrold Immel؛ زادهٔ ۹ سپتامبر ۱۹۳۶) موسیقی‌دان و آهنگساز اهل ایالات متحده آمریکا است.
از فیلم‌ها یا مجموعه‌های تلویزیونی که وی در آن‌ها نقش داشته است، می‌توان به ناتز لندینگ، دود اسلحه، هاوایی فایو-او، دالاس و سواران کوچک اشاره نمود.